# 徐浩 (歌手)
徐浩（英語：Terry Chui，1982年7月24日—），原名徐浩邦，香港男歌手及音樂人。早年就讀聖公會白約翰會督中學。2006年至2008年與周錫漢（Randy Chow）及簡俊毅（Leo）組成組合V，2008年解散後單飛為創作歌手，在單飛前的《我82你74》曾經於各中文電台（粵語）熱播。與BMA約滿後成為The Island創作團隊的一份子。2010年不獲唱片公司續約，遂退居幕後從事編曲及作曲。

## 音樂作品
| 專輯 # | 專輯名稱          | 專輯類型 | 發行公司 | 發行日期       | 曲目                                                                                     |
| ------ | ----------------- | -------- | -------- | -------------- | ---------------------------------------------------------------------------------------- |
| 1st    | Music In The City | EP       | 博美娛樂 | 2008年11月13日 | 曲目 1. 兩隻紙杯一條線 2. 半分鐘 3. 無聲模式 4. 汽水人 5. Bad Girl（國） 6. 一分鐘（國） |

### 單曲
- 2008年：《早知今日》

## 媒體環節演出

### 2007年
- 無綫電視《翡翠歌星賀台慶》的招牌的主題曲及跟你"和"阿LAM
- 無綫電視《台慶2007》與一眾年輕歌手合唱《香港人》
- 無綫收費電視會考倒數活動
- RoadShow優閒生活系列之行出身健康 - V

### 2008年
- RoadShow農歷新年特輯 - 一眾BMA藝人
- 無綫電視《翡翠歌星賀台慶》

## 音樂錄像（MV）演出
| 音樂錄像名稱                   | 主唱者        | 備註                                         |
| 2007年                         | 2007年        | 2007年                                       |
| ------------------------------ | ------------- | -------------------------------------------- |
| 《黄金屋》                     | BMA眾歌手藝人 | BMA版本                                      |
| 《時來運到》                   | BMA眾歌手藝人 | BMA版本，南華足球隊參與演出                  |
| 2008年                         |               |                                              |
| 《雪中送暖》（原曲：《朋友》） | 群星          | 2008年中國暴風雪災賑濟活動公益音樂錄像       |
| 《承諾》（原曲：《海闊天空》） | 群星          | 2008年中國四川汶川大地震賑災活動公益音樂錄像 |
| 《兩隻紙杯一條線》             | 徐浩          | BMA版本                                      |
| 《半分鐘》                     | 徐浩          | BMA版本                                      |
| 《Bad Girl》                   | 徐浩          | BMA版本                                      |
| 2014年                         |               |                                              |
| 《Goodman》                    | 林奕匡        |                                              |

## 電台廣播劇
- 醫戀有情人（香港電台廣播劇）- 聲演 麻醉師Justin

## 幕後製作
2006年
|                                               |  |
| - V - How Deep Is Your Love（周錫漢、徐浩編） |  |

2007年
|                                                                            |                                   |
| - HotCha - Vanilla（周錫漢、徐浩編） - HotCha - 白色手機（周錫漢、徐浩編） | - V - 我82•妳74（周錫漢、徐浩編） |

2008年
| | |
| - HotCha - 小野蠻（周錫漢、徐浩、Edward Chan編） - HotCha - 簡簡單單（周錫漢、徐浩、Edward Chan編） - HotCha - 八八伴（周錫漢、徐浩、Edward Chan編） - V - 時來運到（周錫漢、徐浩曲／編） - 狄易達 - Just Go（周錫漢、徐浩、Edward Chan編） - 狄易達 - 逃避現實（周錫漢、徐浩、Edward Chan編） | - 狄易達 - Just Go（霹靂舞士Mix）（周錫漢、徐浩、Edward Chan編） - 周麗淇 - 良民皆保（周錫漢、徐浩編） - 周麗淇 - 輕飄飄（周錫漢、徐浩編） - 胡杏兒 - 浪漫世紀（周錫漢、徐浩編） - 胡杏兒、王浩信 - 哪時此刻（周錫漢、徐浩編） - 鍾鎮濤、關心妍、周麗淇、車婉婉、謝文雅、V、余翠芝、南華球星 - 時來運到（Edward Chan、周錫漢、徐浩編） |

2009年
| | |
| - HotCha - 對我有感覺（Edward Chan、周錫漢、徐浩編） - HotCha - 流淚會被感染的（Edward Chan、周錫漢、徐浩編） - HotCha - Boy Friend（Edward Chan、周錫漢、徐浩編） | - HotCha - 兩個人心動（Edward Chan、周錫漢、徐浩編） - 方皓玟 - Dress Up（周錫漢、徐浩、Edward Chan編） - 方皓玟 - Take A Bath（周錫漢、徐浩、Edward Chan編） |

2010年
| | |
| - 江若琳 - BaBaYa（Edward Chan、周錫漢、徐浩編） - 周子揚 - Welcome To Black Hole（Edward Chan、周錫漢、徐浩編） - 周麗淇 Feat. Ghost Style - 最後倒數（周錫漢、徐浩編） - 林奕匡 - 雨落大地（Edward Chan、周錫漢、徐浩編） - 郭富城 - 永遠愛不完（Edward Chan、周錫漢、徐浩編） | - 陳柏宇 - 關注我（Edward Chan、周錫漢、徐浩編） - 農 夫 - Rap Along Song（周錫漢、C君、徐浩編） - 潘瑋柏 - 小小螞蟻（周錫漢、徐浩編） - 鄧穎芝 - 變臉（Edward Chan、周錫漢、徐浩編） |

2011年
| | |
| - 王菀之 Feat. 林海峰 - 好驚異蕃娜（Edward Chan、周錫漢、徐浩曲／Edward Chan、周錫漢、徐浩、李一丁編） - 官恩娜 - 相對時空（編／周錫漢、徐浩曲／周錫漢、蘇耀宗、C君、徐浩監） - 林海峰 - 我好驚（Edward Chan、周錫漢、徐浩曲／編） - 林海峰 Feat. Angelita Li - 船頭驚鬼船尾驚賊船中驚隻飛曱甴（Edward Chan、周錫漢、徐浩曲） - 泳 兒 - 精心戀愛（周錫漢、徐浩曲／編／監） - 洪卓立 - 完美口味（周錫漢、徐浩編／周錫漢、徐浩、C君、蘇耀宗監） - 容祖兒 - 馬賽克（周錫漢、徐浩編） - 張 靈 - 要你預備（Edward Chan、周錫漢、徐浩編） - 連詩雅 - 讓我享受談戀愛（Edward Chan、周錫漢、徐浩編） | - 連詩雅 - I'm Still Loving You（齊樂平、徐浩曲／Edward Chan、徐浩編／Edward Chan、齊樂平、徐浩監） - 陳文婷 - 單程機票（周錫漢、徐浩曲／編／監） - 詹瑞文 - 嘟嘟嘟（嫁入豪門版）（Edward Chan、周錫漢、徐浩編） - 農 夫 - 全民合拍（周錫漢、徐浩編／監） - 鄧穎芝 - BOOM BOOM（Edward Chan、周錫漢、徐浩編） - 鄧穎芝 - 不不快樂（Edward Chan、周錫漢、徐浩編） - 薛凱琪 - 除下吊帶前（Edward Chan、周錫漢、徐浩編） - 薛凱琪 - 唇印（Edward Chan、周錫漢、徐浩編） - 薛凱琪 - 不要愛我（Edward Chan、周錫漢、徐浩編） |

2012年
| | |
| - AOA - 放肆（周錫漢、徐浩編） - AOA - 回家（曲／編／Edward Chan、徐浩監） - AOA - 大不了（周錫漢、徐浩編） - 石詠莉 - 芭比說（徐浩、周錫漢曲／編／監） - 石詠莉 - 一個人的旅行（徐浩、周錫漢曲／編／監） - 周柏豪 - 金（曲） - 林欣彤 - 第二次初戀（周錫漢、徐浩曲／編／監） - 林奕匡 - 單位（Edward Chan、黃兆銘、徐浩編） - 林奕匡 - 怎麼了（Edward Chan、周錫漢、徐浩編） - 洪卓立 - 想一個人（周錫漢、徐浩編／監） - 洪卓立 - 勿忘草（周錫漢、徐浩編／監） - 洪卓立 - 某天再會（周錫漢、徐浩編／監） - 洪卓立 - 梵高的耳朵（周錫漢、徐浩編／監） - 洪卓立 - Last Dance（周錫漢、徐浩監） - 許志安 - 我想真的愛你（周錫漢、徐浩編／周錫漢、蘇耀宗、C君、徐浩監） | - 連詩雅 - 到此為止（周錫漢、黃兆銘、徐浩編） - 陳柏宇 - 命案（周錫漢、徐浩編） - 彭永琛 - 天天樂天（周錫漢、徐浩編／監） - 農 夫 - 重新找到你（周錫漢、徐浩編／監） - 農 夫 - 複製人（周錫漢、徐浩編／監） - 農 夫 - Hi Auntie（周錫漢、徐浩編／監） - 農 夫 - 雙囍臨門（周錫漢、徐浩編／監） - 農 夫 - 狼狗羊（周錫漢、徐浩編／監） - 農 夫 - 心跳回憶（周錫漢、徐浩編／監） - 農 夫 - 你的志願（周錫漢、徐浩監） - 農 夫 - 同伴（周錫漢、徐浩編／監） - 農 夫 Feat. DJ Tommy - 有型仕（周錫漢、徐浩監） - 薛凱琪 - 維多利亞女皇的非常秘密任務（Edward Chan、Charles Lee、徐浩編） - 薛凱琪 - 冷笑話（周錫漢、蘇耀宗、徐浩曲） - 羅志祥 - 愛走秀（周錫漢、徐浩曲） |

2013年
| | |
| - C AllStar Feat. 許志安 - 惺惺相惜（周錫漢、蘇耀宗、C君、徐浩曲／周錫漢、徐浩監） - Gin Lee - 下一位（黃兆銘、徐浩、T-Ma編） - J.Arie - 拼命虛耗（周錫漢、蘇耀宗、C君、徐浩曲／周錫漢、徐浩監） - 洪卓立 - 戀一生的意志（周錫漢、徐浩監） - 洪卓立 - 無聲佔有（周錫漢、徐浩曲／監） - 洪卓立 - 對焦這一秒（周錫漢、徐浩監） - 洪卓立 - 留下的房客（周錫漢、徐浩監） - 洪卓立 - 悲情主角（曲／周錫漢、徐浩監） - 洪卓立 - 緊張你（周錫漢、徐浩監） - 洪卓立 - 時間差（周錫漢、徐浩曲／監） - 洪卓立 Feat. C君 - How about you?（周錫漢、徐浩監） - 張紋嘉 - 假裝愉快（周錫漢、徐浩監） - 符家浚 - 人生不是一份工（周錫漢、徐浩曲／監） | - 符家浚 - 自動棄權（周錫漢、徐浩監） - 許志安 - 你是你（周錫漢、徐浩監） - 許靖韻 - Ring Ring（周錫漢、徐浩編／Edward Chan、徐浩、周錫漢監） - 許靖韻 - 仍未心死（曲／周錫漢、徐浩監） - 許靖韻 - 新人（曲／徐浩、周錫漢編／監） - 許靖韻 - 那個他（徐浩、Edward Chan監） - 陳柏宇 - 讓子彈飛（編） - 陳柏宇 - 放空（編） - 陳柏宇 - 保衛戰（編） - 陳慧琳 - It's all about timing（周錫漢、馮翰銘、徐浩監） - 蔡卓妍 - 錯過（曲／周錫漢、徐浩監） - 謝安琪 - 我們都被忘了（曲） |

2014年
| | |
| - SiS樂印姊妹 - 520（監／周錫漢、徐浩編） - SiS樂印姊妹 - 愛phone了（編／徐浩、Edward Chan監） - 周柏豪、連詩雅 - 日落日出（曲／周錫漢、徐浩、Edward Chan監） - 周柏豪、連詩雅 - 日落日出（Christmas Morning Remix）（曲／周錫漢、徐浩編／監） - 周慧敏 - 石頭雨（曲／周錫漢、徐浩監） - 林奕匡 - I see you everywhere（編／Edward Chan、徐浩監） | - 張紋嘉 - 形影不離（曲／監／周錫漢、徐浩編） - 張智霖 - 每日一格（曲／周錫漢、徐浩編／監） - 許靖韻 - 不如告白（曲／周錫漢、徐浩編／監） - 薛凱琪 - 一直一直（曲／周錫漢、徐浩編／監） - 關心妍 - 逆來順受（周錫漢、徐浩監） |

2015年
| | |
| - A2A - Love Me（周錫漢、徐浩監） - Super Girls - 蓓蕾（編） - Super Girls - 蓓蕾（國）（編） - Twins - LOL（徐浩、周錫漢、Nadir Benkahla、Saeed Molavi監） - Twins - TGIF（徐浩、周錫漢、Dimitri Tikovoi監） - Twins - SNS（徐浩、周錫漢編／監） - Twins - emoji（編／徐浩、周錫漢監） - Yan Ting - 半祝福（編） - 李克勤 Feat. Robynn & Kendy - 簡單美（編） - 杜德偉 - 我們的虛擬世界（徐浩、Edward Chan曲／編／監） | - 張敬軒、馮允謙 - Colour Your Life（編） - 連詩雅 - 舊街角（編／監／徐浩、齊樂平曲） - 陳柏宇 - 意識形態監獄（Edward Chan、徐浩編／監） - 陳柏宇 - 我瞞你們（周錫漢、徐浩監） - 陳偉霆 - 1121（編／陳偉霆、徐浩、廖志華曲） - 葉巧琳 - 孤單的貝多芬（編／Edward Chan、徐浩監） - 糖 妹 - 自動關機（編／監） - 關心妍 - 關家姐（周錫漢、徐浩監） - 關心妍 - 人生銀行（周錫漢、徐浩監） |

2016年
| | |
| - Bingo - Crush On You（編／監） - Trekkerz - 青春的對岸（編／監） - Trekkerz - Back To The First Day（編／監） - Trekkerz - Smile（監） - Trekkerz - 微笑任務（編／Edward Chan、徐浩監） - 王祖藍 Feat. 冼杏嫦 - 要我幸福（編／監） - 狄易達 - 弗雷德之夢（周錫漢、徐浩監） - 泳 兒 - 我的情書（曲／徐浩、周錫漢編／監） - 容祖兒 - 裝傻（曲／馮翰銘、徐浩編） - 張智霖 - Hero（周錫漢、徐浩監） | - 連詩雅 - 血一般紅（曲／編／監） - 連詩雅 - 一走了之（監／徐浩、黃兆銘編） - 湯駿業 - 寂寞的總和（曲／Edward Chan、徐浩編／監） - 湯駿業 - 寂寞的總和（劇場版）（曲／Edward Chan、徐浩編／監） - 蔡卓妍、馬天佑 - 親愛的你好嗎（編／監） - 鄧穎芝 Feat. 黃宇希 - BREAK IT !（編／徐浩、Charles Lee監） - 羅力威、余 楓 - 未來在等著 現在的我（曲／編） - 關智斌 - 次要角色（監／李華章、徐浩編） - 關智斌 - 塑造角色（曲／編／監） - 關智斌 - 終生角色（編／監） |

2017年
| | |
| - Twins - 朋友以上（編／監／徐浩、Cousin Fung曲） - 吳浩康 - 較早前錄影（曲／監／徐浩、黃兆銘編） - 林奕匡 - Do You Know（編／Edward Chan、徐浩監） - 林若盈 - 自療（編／徐浩、Charles Lee曲／徐浩、周錫漢監） - 連詩雅 - 不意外的意外（監） - 連詩雅 - 不會有事的（監／周錫漢、徐浩、黃兆銘編） | - 陳偉霆 - 因你（編／徐浩、易子竣曲） - 葉巧琳 - 能見度（編／監／徐浩、葉巧琳曲） - 葉巧琳 - 神把眼淚都留給了人（監／徐浩、黃兆銘編） - 蔡卓妍、周柏豪 - 請你愛我（徐浩、周錫漢編／監） - 鄧穎芝 - 以前的我們（曲／編／監） - 鍾諾奇 - 忘了名字（監／鍾諾奇、徐浩曲） |

2018年
| | |
| - BOYZ - 大男孩（曲／編） - MIRROR - ASAP（T-Ma、徐浩曲） - 洪卓立 - 獻醜（詞／監／徐浩、SOHO編） - 容祖兒 - 長大（林家謙、鍾舒漫、徐浩曲） - 許靖韻 - K歌之王（編） - 許靖韻 - 事與願違（徐浩、黃兆銘編） | - 曾樂彤 - 單身旅遊日誌（編／監） - 曾樂彤 - 青春、戀愛和意外（監／徐浩、黃兆銘編） - 曾樂彤 - 永生花（曲／監／徐浩、黃兆銘編） - 葉巧琳 - 殘渣（曲／監／徐浩、黃兆銘編） - 葉巧琳 - 毛球（編／監） |

2019年
| | |
| - JC - 奇妙物語（曲／編／監） - JUDE - 切膚之愛（編／監） - 李靖筠 - 小蚊赧（編／徐浩、廖志華、譚健文監） - 李靖筠 - 第三顆行星（編／監） - 李靖筠 - 第千次重逢（編／監／李靖筠、徐浩、SOHO曲） - 泳 兒 - 野木蘭（曲／監／徐浩、黃兆銘編） | - 許靖韻 - 逆流成河（徐浩、黃兆銘編） - 連詩雅 - 過路人（曲／編／監） - 陳逸璇 - 良品（編／監／徐浩、Shimica、Susumu Kawaguchi曲） - 陳詩欣 - 超連結（周錫漢、徐浩監） - 鄺星宇 - 第五個季節（SOHO、徐浩編／監） |

2020年
| | |
| - JC - 我該放手（監／徐浩、黃兆銘編） - JUDE - 零分（監／JUDE、徐浩、齊樂平曲／徐浩、黃兆銘編） - JUDE - 十分錯（編／監／JUDE、周柏豪、徐浩曲） - JUDE、MC張天賦 - 十分錯（編／監／JUDE、周柏豪、徐浩曲） - 江𤒹生 - 特登（曲／監／徐浩、hirsk編） - 江𤒹生 - 蝸牛（編／監） - 江𤒹生 - 金星女孩（曲／編／監） - 江𤒹生、陳卓賢 - 蝸牛（合唱版）（編／監） | - 李靖筠 - 一千零一頁（監／徐浩、黃兆銘編） - 泳 兒 - 所有遺失的東西（曲／監／徐浩、黃兆銘編） - 洪卓立 - 無他（曲／監／徐浩、黃兆銘編） - 洪卓立 Feat. 徐浩 - 無他（Duet Version）（曲／監／徐浩、黃兆銘編） - 許靖韻 - 謝謝對不起（曲／監／徐浩、黃兆銘編） - 盧瀚霆 - 一所懸命（盧瀚霆、Edward Chan、徐浩、何山曲） - 鄺星宇 - 明年新人不是我（徐浩、Charles Lee曲／徐浩、易子竣編／徐浩、易子竣監） |

2021年
| | |
| - JUDE - 零時十分（監／徐浩、黃兆銘編） - JUDE - 醒（監／JUDE、徐浩、齊樂平曲／徐浩、黃兆銘編） - MC張天賦 - 記憶棉（曲／監／徐浩、黃兆銘編） - MIRROR - BOSS（Edward Chan、徐浩、周錫漢、李一丁監） - 江𤒹生 - 黑之呼吸（監／天衡@ ONE PROMISE、徐浩曲） - 江𤒹生 - 三個字（監） - 艾 妮 - 愛的故事（上集）（監／黃兆銘、徐浩編） - 周殷廷 - 遲了悔改（曲／監／徐浩、黃兆銘編） - 林欣彤 - 鐵樹（編／監） - 林欣彤 - 修養動物（監／徐浩、周錫漢編） - 泳 兒 - 孤毒（曲／監） | - 泳 兒、per se - 所有遺失的東西 (Nothing is Lost mix)（曲／監） - 洪嘉豪 - 主角光環（監／徐浩、黃兆銘編） - 海俊傑 - 左右手（監／徐浩、黃兆銘編） - 張敬軒 - 俏郎君（曲） - 連詩雅 - 別放棄治療（監／徐浩、易子竣、黃兆銘編） - 陳偉霆 - 護航（曲／編／監） - 曾樂彤 - 躲不開的一課（曲／監／徐浩、黃兆銘編） - 雲浩影 - 未來（監） - 霍嘉恩 - 感謝信（曲／徐浩、易子竣監） - 藍 - 早班車（編／監／徐浩、Charles Lee曲） |

2022年
| | |
| - Apple@Lab - 記憶棉（曲／監／徐浩、黃兆銘編） - CY陳宗澤 - 滴滴金（曲／監／黃兆銘、徐浩編） - MC張天賦 - 小心地滑（曲／監／徐浩、黃兆銘編） - MC張天賦 - 老派約會之必要（監） - MC張天賦 - Overkill（監） - MC張天賦、洪嘉豪 - 觸電（徐浩、周錫漢監） - MC張天賦、洪嘉豪 - Frenemy（徐浩、周錫漢曲／編／監） - MIRROR - We All Are（曲／監／徐浩、黃兆銘編） - P1X3L - Wherever you are（曲／監／徐浩、黃兆銘編） - Yan Ting - 意外現場（編／監） - 江𤒹生、林愷鈴 - 我們的相差（監／Nekothemeow、徐浩、黃兆銘編） - 洪助昇 - 憑實力單身（曲／監／徐浩、黃兆銘編） | - 洪助昇 - Mask Off（徐浩、GooChan監） - 洪助昇 - 生活復常（曲／監／徐浩、黃兆銘編） - 洪嘉豪 - 及時行樂（監／洪嘉豪、徐浩、齊樂平曲／徐浩、黃兆銘、周錫漢、陳兆基、Jason Kui、李一丁編） - 邱士縉 - 重新介紹（曲／編／監） - 泰倫斯 - 永夜漂流（編／監） - 應智越 - 幕後花絮（曲／監） - 應智越 - Cut!（監／徐浩、齊樂平曲） - 謝高晉 - 謝絕關心（監／徐浩、齊樂平曲） - 盧瀚霆 - 永順街39號（曲） - 盧瀚霆 - 同居陌生人（曲／編／監） - 鄺星宇 - 明年新人不是我（徐浩、Charles Lee曲／易子竣、徐浩編／監） |

2023年
| | |
| - Gin Lee - 企好（曲／監／徐浩、黃兆銘編） - Gin Lee - 哭泣健康指南（曲／監／徐浩、黃兆銘編） - Kerryta - 孤獨的戀愛家（曲／監／徐浩、黃兆銘編） - Kerryta、藍仔頭 - 下個取替我（曲／監／徐浩、黃兆銘編） - MC張天賦 - This is MC（監） - MC張天賦 - 乖乖報到（曲／編／監） - MC張天賦 - 最低保障（監／徐浩、黃兆銘編） - MC張天賦 - 救命稻草（曲／監／徐浩、黃兆銘編） - MC張天賦、陳 蕾 - 永久損毀（曲／監／徐浩、黃兆銘編） - Nancy Kwai - Look into my eyes（監／徐浩、齊樂平曲） - Yan Ting - My Everything（監／徐浩、黃兆銘編） - Yan Ting - Louder（監） - Yan Ting、JFFT - 意外現場（編／監） - 江𤒹生 - Keep Rollin'（監／徐浩、江𤒹生曲） - 江𤒹生 - Blue Monkey（監） - 江𤒹生 - 月色（監／高瀨統也、黃兆銘、徐浩編） - 吳業坤 - 分手前中後（監／徐浩、黃兆銘編） - 呂爵安 - E先生 愛人執照（徐浩、呂爵安曲） - 呂爵安 - 你的黑馬（曲／編／監） - 姜 濤 - 追（監／徐浩、黃兆銘編） | - 洪助昇 - 單曲循環症（監） - 洪嘉豪 - My Secret Park（監） - 洪嘉豪 - 隨波逐流（編／監） - 許靖韻 - 偷東西的女孩（曲／監／徐浩、黃兆銘編） - 陳卓賢 - 生若冰火（監／徐浩、溫翰文曲） - 陳泳伽 - 一手造成（曲／監／徐浩、Ariel Lai編） - 陳泳伽 - 說好的未來（曲／監／徐浩、黃兆銘編） - 陳曉東 - 燒光了火柴（曲／監／徐浩、黃兆銘編） - 溫碧霞 - 光影之旅（曲／監） - 葉振弘 - 海島與少年（曲／監／徐浩、黃兆銘編） - 榛 綦 - 旅程多得你守望（監） - 黎展峯 - 無限+1（編／監） - 黎展峯 - 不眠來電（監） - 盧瀚霆 - 偷情（監／徐浩、黃兆銘編） - 盧瀚霆 - 浪漫殺死巨蟹座（曲／監／徐浩、黃兆銘編） - 盧瀚霆 - 特別約會儀式（曲／監／徐浩、黃兆銘編） - 應智越 - 週末很忙（監） - 謝高晉 - 白羊男孩的情書（監） - 魏浚笙 - 失約巴黎（曲／監／徐浩、黃兆銘編） |

2024年
| | |
| - CY陳宗澤 - 現任榮譽顧問（監） - JFYT - 沉人啟示 난파선의남자（徐浩、金秀廷監） - MC張天賦 - 隔牆有耳（監／徐浩、齊樂平曲／徐浩、黃兆銘編） - MC張天賦 - 七點半鐘的陽光（監） - MC張天賦 - 小心碰頭（監／徐浩、黃兆銘、GooChan編） - MC張天賦 - 一百個未老先衰的方法（監） - Nancy Kwai - Let go（監） - Yan Ting - 阿修羅（監） - 江𤒹生 - Guilt Machine（監） - 江𤒹生 - 偽映畫預告（監） - 江𤒹生 - Game Of Life（監） - 林 峯 - 無傷大雅（監／徐浩、黃兆銘編） - 林 峯 - 遺憾美（監／徐浩、齊樂平曲） - 林 峯 - 我又戀愛了（曲／監／徐浩、黃兆銘編） - 林 峯、吳林峰 - 無傷大雅（Acoustic Version）（監） - 姜 濤 - 好得太過份（曲／監／徐浩、黃兆銘編） - 洪助昇 - 你不是我的岸（監） | - 洪嘉豪 - 衰仔樂園（監） - 張進翹 - 孵（監） - 許靖韻 - 被吃掉的靈魂（監／徐浩、黃兆銘編） - 陳伊霖 - 單戀勿語（曲／監） - 陳瑞輝 - 皮思苦（曲／監） - 曹敏寶 - 未結束的故事（曲／監／Patrick Yip、葉澍暉、徐浩編） - 雲浩影 - 引我笑（監／Nic Tsui、徐浩編） - 曾樂彤 - 社畜完全體（編／監） - 曾樂彤 - Click Me（監） - 黃明德 - 自我反省（監） - 鄧小巧 - 白髮齊眉（監／徐浩、黃兆銘編） - 盧瀚霆 - 深閨（曲／監／徐浩、黃兆銘編） - 盧瀚霆 Feat. 陳慧琳 - 深閨（曲／監／徐浩、黃兆銘編） - 戴祖儀 - 全集中呼吸（曲／監） - 魏浚笙 - 傢俬（曲／監／徐浩、黃兆銘編） - 魏浚笙 - 老積（監） |

2025年
| | |
| - MC張天賦 - 目擊者（監／陳台證、黃兆銘、徐浩編） - MC張天賦 - 說謊者（編／監） - MC張天賦 - Ain't No Fool（監） - MC張天賦 - I'm okay（編／監） - MIRROR - 手印（曲／編／監） - Nancy Kwai - The last letter（監） - Yan Ting - 離別時刻（周殷廷、徐浩監） - YUTA - 黎明教會我的事（監） - 余香凝、陳瑞輝 - 聚焦這一秒（監） - 林京燁 - 殊途（曲） - 林家謙 - 四月物語（徐浩、林家謙監） - 李駿傑 - 刺青（監） | - 李駿傑 - 好想讓你知道（監） - 泳 兒 - 計劃書（監） - 洪助昇 - 別想跟我再和好（監／徐浩、黃兆銘編） - 胡子彤 - 兄弟打（曲／監／Justin Yau、徐浩編） - 連詩雅 - 人生使用說明（徐浩、易子竣曲、編） - 張天穎、陳樂頤、李凱翹@Beanies - 失戀（及其他災難）（監） - 張蔓莎 - 你是可有可無的（監） - 張蔓莎 Feat. 胡子彤 - 你不是可有可無的（監） - 陳卓賢、姜 濤 - 抱抱大熊貓（監） - 曾樂彤 - 白月光（曲／監／Justin Yau、徐浩編） - 曾樂彤 - 蚊子血（監） - 龔柯允 - 原諒有用（監／徐浩、齊樂平曲／徐浩、黃兆銘編） |

## 參與節目
- 2021年：聲夢傳奇
- 2021年：開心大綜藝（結他手演出，6月20日）
- 2022年：聲夢傳奇2

## 獎項
2008年度
- Yahoo!搜尋人氣大獎2008——音樂搜尋樂壇新勢力 - 男子
- 2008年度新城勁爆頒獎禮 ——勁爆新登場男歌手
- 2008年度叱咤樂壇流行榜頒獎典禮——叱咤樂壇生力軍男歌手銅獎

2023年度
- Chill Club 推介榜年度推介22/23——Chill Club年度作曲人
- 新城勁爆頒獎禮2023—勁爆監製
- 加拿大至 HIT 中文歌曲排行榜 2023 年度總選 - 至HIT推崇作曲人

2024年度
- Chill Club 推介榜年度推介23/24——Chill Club年度作曲人

2025年度
- Chill Club 推介榜年度推介24/25——Chill Club年度監製

## 出道前獎項
- 2004年：溫哥華《第五屆紅人館歌唱比賽》冠軍
- 2000年：溫哥華《第一屆紅人館歌唱比賽》冠軍

## 外部連結
- 徐浩的新浪微博
- 徐浩的Facebook專頁
- Terry 徐浩's Black Parade - ClumsymIcA - Yahoo! BLOG （页面存档备份，存于）